# Miotonia
Miotonia é um sintoma de algumas doenças neuromusculares caracterizado por atraso no relaxamento (ou contração prolongada) dos músculos esqueléticos, após contração voluntária ou estimulação elétrica. A miotonia está presenta na miotonia congénita, paramiotonia congénita e distrofia miotónica.